# Frances Glessner
Frances Glessner Lee (Chicago, 25 de marzo de 1878 - 27 de enero de 1962) fue una médica forense estadounidense que revolucionó el estudio de la criminalística. También fue la fundadora del departamento de medicina legal de la Universidad de Harvard, el primer programa de estudios dedicado al estudio de la medicina forense en Estados Unidos.

## Biografía
Nació en Chicago en el seno de una familia que debía su riqueza a International Harvester, una empresa de maquinaria agrícola propiedad de su padre, John Jacob Glessner. Frances, más conocida como 'Fanny' en el entorno familiar, tuvo prohibido el acceso a la universidad por ser mujer. Cuando, años más tarde, expresó su interés por la medicina forense, sólo recibió desánimo de sus padres. Tuvo que esperar hasta la muerte de su hermano en 1930 para iniciar sus estudios, cuando contaba ya 52 años. 
El trabajo posterior de Frances estaría muy marcado por su trasfondo familiar. Su padre estaba obsesionado con decorar su casa con muebles finos. Escribió un libro sobre la materia, y de hecho la casa familiar terminó convirtiéndose en un museo. Por otra parte, Frances siempre había sido una gran admiradora de los cuentos sobre Sherlock Holmes, y especialmente de sus giros finales, que solían basarse en detalles pasados por alto.

## Trayectoria
Su primera inspiración le vino de un amigo de su hermano, llamado George Burgess Magrath, doctorado en la Facultad de Medicina de Harvard y con un interés particular por la investigación forense. Frances y George fueron buenos amigos hasta la muerte de este último en 1938. Durante esta etapa, su amigo se convirtió en jefe del departamento de medicina forense en Boston, y juntos propugnaron la progresiva sustitución de jueces de instrucción, que tradicionalmente habían monopolizado esta especialidad médica, por profesionales de la medicina. A iniciativa de George, Frances convirtió el departamento de medicina legal de Harvard en un centro de formación de médicos forenses. Ese programa pedagógico logró extenderse a otros estados, y Magrath fue finalmente nombrado el primer presidente del departamento.
Durante la década de los años 40 y 50, Lee organizó una serie de "Estudios acotados de muertes inexplicables" (Nutshell Studies of Unexplained Death, en inglés), conferencias en las que Glessner presentaba reconstrucciones en miniatura de las escenas del crimen a investigar y a las que asistieron docenas de los investigadores estadounidenses más expertos en criminalística. Su minucioso trabajo -elaborando dioramas con puertas, ventanas y luces practicables- le hizo acreedora del título de capitán honorario de la policía del estado de Nuevo Hampshire.

## Relevancia popular
Los "Nuthsell Studies..." inspiraron al personaje del "asesino de las miniaturas", en la popular serie televisiva CSI. Frances también figura en un lugar de honor en la premiada Encyclopedia Horrorifica de Joshua Lee.

## Lecturas recomendadas
The Nutshell Studies of Unexplained Death, por la fotógrafa Corinne May Botz.